# Herinneringsmedaille aan Koningin Ingrid
De Herinneringsmedaille aan Koningin Ingrid, (Deens:"Mindemedaillen af Dronning Ingrid" of "Dronning Ingrids Mindemedalje"), is een Deense onderscheiding.
De medaille werd op 8 maart 1999 ingesteld door Margeretha II van Denemarken. Zij stelde de herdenkingsmedaille in om te herinneren aan wat de honderdste geboortedag van haar dat jaar overleden moeder Koningin Koningin Ingrid. De ronde zilveren herinneringsmedaille werd aan 75 familieleden, hovelingen en personen die zich verdienstelijk hadden gemaakt bij haar begrafenis toegekend. De dragers mogen de letters  Dr.I.M.M. 28 mars 2001 achter hun naam plaatsen.
Op de voorzijde van de door de Jydsk Emblem Fabrik AS geslagen medaille is de regerende koningin afgebeeld. Het rondschrift luidt "MARGARETHE II REGINA DANIÆ". De medaille is met een koningskroon en een ring aan het lint bevestigd. Op de keerzijde is het gekroonde koninklijk monogram met tweemaal de verstrengelde letter "I" en twee jaartallen afgebeeld.
Heren dragen de medaille aan een tot een vijfhoek gevouwen rood lint met een ingewoven wit kruis op de linkerborst.
Medailles van Verdienste ·
Medaille voor Langdurige Dienst ·
Medaille "Ingenio et Arti" ·
Medaille voor Nobele Daden ·
Ereteken van het Deense Rode Kruis ·
Medaille van Verdienste voor de Groenlandse Onafhankelijkheid ·
Herinneringsmedaille aan de 70e Verjaardag van Hare Majesteit Koningin Margrethe
Herinneringsmedaille aan de 75e Verjaardag van Prins Henrik

Zie ook: Historische Orden van Denemarken · Onderscheidingen in Denemarken